# Baladi (fromage)
Pour les articles homonymes, voir Baladi.

Un plat garni de fromage Baladi

Fromage Baladi (arabe : جبنة بلدية or جبنة بلدي (jibnah baladī)) est un fromage blanc à pâte molle originaire du Moyen-Orient. Il a une saveur douce mais riche.

## À propos
Le baladi a la même taille et la même forme que le fromage syrien, avec des marques laissées par le panier ou le cerceau d'égouttage qui laissent un motif sur sa surface extérieure. Il est légèrement plus gras que le syrien et sa texture est plus douce, plus crémeuse et moins moelleuse. Il est également sans croûte.

## Nom
Le baladi est fabriqué à partir du lait de chèvre baladi. Le mot baladi signifie « village » ou « campagne ». Le baladi est également appelé « fromage des montagnes » ou « fromage de montagne », car il est fabriqué en haute montagne par les bergers du Liban,.
On l'appelle parfois « fromage vert » (arabe : جبنة خضراء (Jibneh Khadra)), généralement en référence au fromage non transformé fabriqué au Liban,.

## Ingrédients
Le Baladi est un fromage frais, traditionnellement non pasteurisé et non fermenté, fabriqué à partir d'un mélange de lait de chèvre, de vache et de brebis. La diversité de sa microflore, sa forte teneur en humidité et son caractère non fermenté et non pasteurisé limitent généralement sa durée de conservation à 3 jours,.
On peut y ajouter des ferments similaires à ceux utilisés pour la préparation du yaourt. La présure est ajoutée pendant la préparation, sous forme de poudre ou de comprimés.
Une fois le fromage préparé, il est plongé dans la saumure, puis rapidement retiré de la saumure et commercialisé.
Le lait de brebis non pasteurisé peut entraîner des infections, il est donc parfois testé pour Brucella et pasteurisé. Certaines usines laitières industrielles produisent le fromage et maintiennent des conditions sanitaires bien contrôlées.